# Renato Turi
Renato Turi (Firenze, 12 maggio 1920 – Roma, 5 aprile 1991) è stato un attore, doppiatore, direttore del doppiaggio, conduttore radiofonico e conduttore televisivo italiano.

## Biografia
Nato a Firenze, figlio del napoletano Umberto Turi e della romana Giulia Ragni, ambedue attori di prosa, trascorse l'infanzia presso i teatri di varie città al seguito dei genitori e sentì molto presto crescere dentro di sé il desiderio di esibirsi in palcoscenico. Al termine del ciclo di studi in collegio, si trasferì definitivamente a Roma e, dopo un breve tirocinio in un'importante filodrammatica, esordì nella compagnia di Mario Siletti in Fuochi d'artificio. Nel frattempo, allo scoppio della Seconda guerra mondiale, fu chiamato a prestare il servizio di leva come soldato semplice in Sardegna, all'aeroporto di Elmas. Purtroppo, durante un bombardamento da parte degli Alleati, rimase gravemente ferito e fu costretto a subire l'amputazione di una gamba, oltre a rinunciare ai suoi sogni di attore di teatro.

Renato Turi e Wanda Tettoni negli studi Radio Rai nel 1951

Dotato però di una voce molto profonda e versatile, nell'immediato dopoguerra venne assunto dalla Rai ed entrò a far parte della Compagnia del teatro comico musicale di Roma, diretta da Nino Meloni, dove recitò per trent'anni in un numero considerevole di personaggi. Il 14 maggio 1946 fu interprete di Un cappello di paglia di Firenze di Eugène Labiche e Marc-Michel, recitando con Stefano Sibaldi, Felice Romano, Wanda Tettoni e Zoe Incrocci. Parallelamente si dedicò all'attività del doppiaggio nella CDC, dove conobbe Gianfranco Bellini, al quale lo legherà negli anni uno stretto rapporto di amicizia, e doppiando, a partire dal 1952, Ward Bond in Furore, Sidney Poitier in Nel fango della periferia, Il seme della violenza, Qualcosa che vale e L'autocolonna rossa, ed Harry Carey Jr. ne Il magnifico scherzo. In seguito, fu la voce di Walter Matthau in quasi tutti i suoi film e doppiò Lee Marvin, Christopher Lee, Lee Van Cleef, John Carradine, Telly Savalas, Charlton Heston, Robert Ryan, John Wayne, Orson Welles e Cary Grant (in Intrigo internazionale). Curiosamente doppiò, per richiesta della produzione, anche Totò nell'interpretazione di Monsignor Antonino di Torrealta in Totò diabolicus. Lavorò anche nel cinema d'animazione Disney, interpretando due celebri personaggi cattivi: Gaspare ne La carica dei cento e uno ed Edgar ne Gli Aristogatti.
Nel 1956 condusse, in diretta dal Teatro Petruzzelli di Bari, la trasmissione radiofonica Le canzoni della fortuna, considerata la prima edizione di Canzonissima, con Adriana Serra, Raffaele Pisu e Antonella Steni. L'anno successivo condusse con Antonella Steni la versione radiofonica di Voci e volti della fortuna. Molto attivo anche in televisione, condusse nel 1965 la trasmissione Mare contro mare, con Aroldo Tieri e Silvana Pampanini.
Dal 1966 al 1970 fu anche amministratore delegato della CDC. Negli anni settanta, dopo aver doppiato Telly Savalas ne L'oro di Mackenna e Jack Palance ne L'ultimo tramonto sulla terra dei McMasters, fondò, insieme a Carlo Giuffré, Mario Maldesi, Oreste Lionello e Giancarlo Giannini, due importanti società di doppiaggio, oggi in concorrenza con la CDC: la CVD e la SEDIF, nelle quali ricoprirà il ruolo di presidente fino alla morte. La SEDIF è ancora oggi di proprietà della famiglia Turi: presiede l'azienda la figlia Daniela e l'attuale direttore generale è il figlio Stefano. Amministratrice delegata è la nipote Susanna. 
In radio fu il conduttore per due mesi consecutivi di "Voi ed Io" lo storico programma d'intrattenimento radiofonico del mattino sul Programma Nazionale Radiorai tutti i giorni dal lunedì al sabato dalle 9,15 alle 11,30 nel maggio e giugno 1973.
Nel 1974 fu chiamato da Garinei e Giovannini per interpretare la voce del Padreterno nella fortunata commedia musicale Aggiungi un posto a tavola. La sua ultima apparizione cinematografica fu in Evelina e i suoi figli, con Stefania Sandrelli, un anno prima di morire.
È sepolto nel Cimitero del Verano di Roma.

## Filmografia

Turi nel film Number One (1973)

### Cinema
- La notte dei diavoli, regia di Giorgio Ferroni (1972)
- Number One, regia di Gianni Buffardi (1973)
- Cadaveri eccellenti, regia di Francesco Rosi (1976)
- Evelina e i suoi figli, regia di Livia Giampalmo (1990)

### Televisione
- Nero Wolfe, episodio Sfida al cioccolato, regia di Giuliana Berlinguer (1971)
- Oltre il duemila, regia di Piero Nelli (1971)
- Astronave Terra, regia di Alberto Negrin (1971)
- Dedicato a un bambino, regia di Gianni Bongioanni - sceneggiato TV (1971)
- Bernadette Devlin, regia di Silvio Maestranzi – film TV (1971)
- Joe Petrosino, regia di Daniele D'Anza – miniserie TV (1972)
- La pietra di Luna, regia di Anton Giulio Majano (1972)
- All'ultimo minuto, regia di Ruggero Deodato (1973)
- Il consigliere imperiale, regia di Sandro Bolchi - sceneggiato TV (1974)
- L'assassinio dei fratelli Rosselli, regia di Silvio Maestranzi (1974)
- Dedicato a un medico, regia di Gianni Serra (1974)
- Processo al generale Baratieri per la sconfitta di Adua, regia di Piero Schivazappa (1974)
- Aggiungi un posto a tavola, regia di Gino Landi (1978)
- Il '90, regia di Sandro Bolchi (1979)

## Conduttore
- Mare contro mare, varietà estivo di Antonio Amurri e Lianella Carell regia di Romolo Siena (1965).
- Voi ed Io, programma d'intrattenimento radiofonico del mattino sul Programma Nazionale Radiorai tutti i giorni dal lunedì al sabato dalle 9,15 alle 11,30 per due mesi consecutivi maggio e giugno (1973).

## Teatro
- Renato Turi è stato la voce di Dio nello spettacolo Aggiungi un posto a tavola, di Garinei e Giovannini, nel 1974 e in tutte le successive edizioni. Nel recente spettacolo rifatto al teatro Sistina di Roma, dal 2002, è stata riutilizzata la sua voce registrata.

## Media
- Favola: Pinocchio (Disco 45 giri - RCA), voce narrante

## Prosa radiofonica

### Rai
- Il malato immaginario di Molière, regia di Nino Meloni, trasmessa il 3 dicembre 1945.
- Il ragioniere fantasma di Age e Flan, regia di Nino Meloni, trasmessa il 4 aprile 1946.
- Alice nel paese delle meraviglie, regia di Nino Meloni, trasmessa nel giugno/luglio del 1946.
- Miracolo, di Nicola Manzari, regia di Anton Giulio Majano, trasmessa il 12 febbraio 1948.
- La serenata al vento di Carlo Veneziani, regia di Silvio Gigli, trasmessa il 10 aprile 1950.
- L'arte di morire, commedia di Achille Campanile, regia di Nino Meloni, trasmessa il 22 luglio 1957
- Don Chisciotte, di Cervantes, regia di Nino Meloni, trasmessa il 10 gennaio 1957
- Tre intermezzi, di Cervantes, regia di Nino Meloni, trasmessa il 3 agosto 1958

## Doppiaggio

### Cinema
- Walter Matthau in L'ispettore Martin ha teso la trappola, La strana coppia, Sciarada, Solo sotto le stelle, Non per soldi... ma per denaro, A prova di errore, Hello, Dolly!, E io mi gioco la bambina, Come ingannare mio marito, Chi ucciderà Charley Varrick?, Buddy Buddy, Mirage, Noi due sconosciuti, 2 sotto il divano, I ragazzi irresistibili, Una guida per l'uomo sposato, California Suite, Visite a domicilio, Il colpo della metropolitana (Un ostaggio al minuto), Che botte se incontri gli "Orsi", Dinosauri a colazione, Come ti ammazzo un killer, Pirati, Una notte con vostro onore, Il piccolo diavolo, Quel giardino di aranci fatti in casa

- Lee Van Cleef in Il diario di un condannato, Il risveglio del dinosauro, Gli avvoltoi della strada ferrata, La freccia nella polvere, La banda dei dieci, Sfida all'O.K. Corral, L'uomo solitario, Il ritorno di Joe Dakota, Il segno della legge, La legge del fucile, I giovani leoni, La resa dei conti, Ehi amico... c'è Sabata. Hai chiuso!, El Condor, Barquero, È tornato Sabata... hai chiuso un'altra volta!, Capitan Apache, Là dove non batte il sole, Diamante Lobo, Arcobaleno selvaggio, La leggenda del rubino malese

- Livio Lorenzon in Capitan Fuoco, L'arciere nero, La sceriffa, Il terrore dell'Oklahoma, Il terrore dei barbari, I pirati della costa, La furia dei barbari, Il cavaliere dai cento volti, Il segreto dello sparviero nero, La vendetta di Ursus, L'ultimo gladiatore, Ercole contro i tiranni di Babilonia, Ercole contro Roma, Colorado Charlie, Buckaroo (Il winchester che non perdona), Cjamango, Straziami ma di baci saziami, Agguato sul Bosforo

- Lee Marvin in Nessuno resta solo, I pilastri del cielo, Supplizio, L'albero della vita, Contratto per uccidere, Quella sporca dozzina, Senza un attimo di tregua, Il sergente Ryker, Duello nel Pacifico, La ballata della città senza nome, L'imperatore del Nord, Avalanche Express, Delta Force

- Adolfo Celi in Yankee, Masquerade, Colpo maestro al servizio di Sua Maestà britannica, Dalle Ardenne all'inferno, La donna, il sesso e il superuomo, Sentenza di morte, Sette volte sette, La morte bussa due volte, ...hanno cambiato faccia, La mano lunga del padrino, Fratello sole, sorella luna, Pane, burro e marmellata
- Christopher Lee in Dracula il vampiro, La vergine di Norimberga, Le cinque chiavi del terrore, Dieci piccoli indiani, Rasputin, il monaco folle, Il trono di fuoco, Le incredibili avventure del signor Grand col complesso del miliardo e il pallino della truffa, Controfigura per un delitto, La scala della follia, Il terrore viene dalla pioggia, Milady, L'avaro

- Telly Savalas in Il promontorio della paura, Il giardino della violenza, La più grande storia mai raccontata, La vita corre sul filo, Joe Bass l'implacabile, Buonasera, signora Campbell, Agente 007 - Al servizio segreto di Sua Maestà, I tre del mazzo selvaggio, Senza ragione, L'oro di Mackenna

- John Carradine in I dieci comandamenti, L'ultimo urrà, Assalto dallo spazio, L'uomo che uccise Liberty Valance, La figlia dello sceicco, I filibustieri dei mari del sud, Il giro del mondo in 80 giorni, Il kentuckiano, Tutto quello che avreste voluto sapere sul sesso* *ma non avete mai osato chiedere

- Charlton Heston in Costretto ad uccidere, Il pianeta delle scimmie, Sinfonia di guerra, Airport '75, Terremoto, La battaglia di Midway
- George Kennedy in 5 corpi senza testa, Il volo della fenice, La donna del West, Lo strangolatore di Boston, Il grande giorno di Jim Flagg, Orizzonte perduto
- Jack Palance in Il mercenario, Justine, ovvero le disavventure della virtù, L'ultimo tramonto sulla terra dei McMasters, Cavalieri selvaggi, Si può fare... amigo, Il demone nero
- Keenan Wynn in Da quando te ne andasti, Tempo di vivere, Il re di Poggioreale, La valle dell'orso, Spogliarello per una vedova, Spara, Gringo, spara

- Eduardo Fajardo in Gringo, getta il fucile!, Come rubare la corona d'Inghilterra, O' Cangaceiro, Il tuo dolce corpo da uccidere, Viva la muerte... tua!
- James Garner in Le ultime 36 ore, La grande fuga, Venere in pigiama, Grand Prix, Letti separati
- John Ireland in Giovanna d'Arco, Il dominatore di Chicago, Tutto per tutto, Una pistola per cento bare, Vendetta per vendetta
- Sidney Poitier in Il seme della violenza, Nel fango della periferia, L'autocolonna rossa, Qualcosa che vale, Incontro al Central Park

- Martin Benson in Il re ed io, 23 passi dal delitto, Dottore a spasso, Uno sparo nel buio
- Mario Brega in Buffalo Bill - L'eroe del Far West, Per un pugno di dollari, Per qualche dollaro in più, Il buono, il brutto, il cattivo
- Jack Elam in Agguato nei Caraibi, L'occhio caldo del cielo, Massacro ai grandi pozzi, Sei canaglia ma ti amo
- Arthur Kennedy in Qualcuno verrà, Barabba, Nevada Smith, La polizia ha le mani legate
- Furio Meniconi in La Venere di Cheronea, David e Golia, Il gigante di Metropolis, Ursus, il terrore dei kirghisi
- Robert Mitchum in Il giorno più lungo, Cerimonia segreta, Nightkill, Maria's Lovers
- Michael Pate in Giulio Cesare, Femmina ribelle, L'uomo senza corpo, McLintock!
- Vincent Price in Serenata, L'abominevole dr. Phibes, La tomba di Ligeia, La maschera della morte rossa
- Jeff Richards in Sette spose per sette fratelli, Sesso debole?, I razziatori, Alla larga dal mare
- Woody Strode in L'oro dei Caraibi, Giocatore d'azzardo, I dannati e gli eroi, Desiderio nel sole
- Orson Welles in Rapporto confidenziale, Moby Dick, la balena bianca, I tartari, La battaglia della Neretva

- Harry Andrews in Salomone e la regina di Saba, I sette senza gloria, Non è più tempo d'eroi
- Charles Boyer in Come rubare un milione di dollari e vivere felici, Sento che mi sta succedendo qualcosa, La pazza di Chaillot
- Charles Bronson in L'ultimo Apache, Il giustiziere della notte n. 2, Il padrone del mondo
- Harry Carey Jr. in Il magnifico scherzo, La casa di bambù, Il grande impostore
- Anthony Caruso in Le giubbe rosse del Saskatchewan, Orizzonti lontani, Il forte del massacro
- James Coburn in Il nostro agente Flint, A noi piace Flint, L'eroe della strada
- Royal Dano in Terra lontana, La congiura degli innocenti, Gangster, amore e... una Ferrari
- John Dehner in Il figliuol prodigo, L'ovest selvaggio, Dove la terra scotta
- John Emery in Il suo angelo custode, Gangster cerca moglie, Un pugno di polvere
- Leif Erickson in Maria Walewska (riedizione), L'eterna Eva, Fronte del porto
- Tom Felleghy in La grande notte di Ringo, Le colt cantarono la morte e fu... tempo di massacro, Lola Colt - Faccia a faccia con El Diablo
- Riccardo Garrone in La romana, Il prezzo della gloria, Il ferroviere
- Richard Harris in I giganti del mare, Gli ammutinati del Bounty, Shunka Wakan - Il trionfo di un uomo chiamato Cavallo
- Jack Klugman in La parola ai giurati, Ombre sul palcoscenico, I sei della grande rapina
- Burt Lancaster in Io sono la legge, Io sono Valdez, Scorpio
- Robert Morley in Quei temerari sulle macchine volanti, La grande sfida a Scotland Yard, Stazione luna
- Leslie Nielsen in Il ricatto più vile, La legge del più forte, Jean Harlow, la donna che non sapeva amare
- Patrick O'Neal in Lo scudo dei Falworth, Dalla terrazza, Qualcuno da odiare
- Anthony Quinn in La parata dell'impossibile, Rubare alla mafia è un suicidio, Viva Zapata! (ridoppiaggio)
- Herbert Rudley in Artisti e modelle, Il giullare del re, Bravados
- Robert Ryan in 19º stormo bombardieri, Gli implacabili, La battaglia dei giganti
- William Schallert in Come le foglie al vento, La banda degli angeli, La meteora infernale
- Don Taylor in Bastogne, Il padre della sposa, Papà diventa nonno
- Charles Tingwell in Assassinio al galoppatoio, Assassinio sul palcoscenico, Assassinio a bordo
- Bill Travers in Sangue misto, Gorgo, Duello a El Diablo
- Murvyn Vye in Furia nera, Questa notte o mai, Al Capone
- John Wayne in La conquista del West, El Dorado, Carovana di fuoco

- Dana Andrews in Prima vittoria, Johnny Reno
- Richard Basehart in Karamazov, I fuorilegge della valle solitaria
- Richard Boone in Rommel, la volpe del deserto, Hombre
- Yul Brynner in Combattenti della notte, Agli ordini del Führer e al servizio di Sua Maestà
- Raymond Burr in Donne e veleni, Una notte sui tetti
- Timothy Carey in Inferno nel penitenziario, I due volti della vendetta
- Jack Carson in Il fondo della bottiglia, Missili in giardino
- Fred Clark in Il gioco dell'amore, Il cavallo in doppiopetto
- Gage Clarke in Il segreto di Pollyanna, Un professore fra le nuvole
- Chuck Connors in Ombre gialle, Buongiorno, Miss Dove
- Wendell Corey in Johnny, l'indiano bianco, Waco, una pistola infallibile
- Ray Danton in Piangerò domani, Furia d'amare
- Richard Deacon in L'invasione degli ultracorpi, Il fantasma del pirata Barbanera
- Andrew Duggan in Io non sono una spia, Decisione al tramonto
- Eduard Franz in Il cacciatore di indiani, La storia di Ruth
- Stewart Granger in New York Press, operazione dollari, L'ultimo safari
- Peter Graves in Stalag 17, Ad est di Sumatra
- Alan Hale Jr. in La vera storia di Jess il bandito, Quota periscopio
- Lionel Jeffries in Citty Citty Bang Bang, Twinky
- John Justin in L'isola nel sole, Safari
- Edmund Purdom in Giulio Cesare, Il ladro del re
- Ford Rainey in Quel treno per Yuma, Quelli della San Pablo
- John Ridgely in La storia del generale Custer, I quattro cavalieri dell'Oklahoma
- Bing Russell in I magnifici sette, Il giorno della vendetta
- Ray Teal in Terra selvaggia, Forza bruta
- Robert Webber in Detective's Story, Piano, piano non t'agitare!
- Carleton Young in I diavoli alati, Ventimila leghe sotto i mari
- Gig Young in Tutte le ragazze lo sanno, Le astuzie della vedova

- Claude Akins in Un dollaro d'onore
- Bertil Anderberg in Il settimo sigillo
- John Anderson in La carovana dell'alleluia
- Keith Andes in La moglie celebre
- Michael Ansara in La tunica
- Richard Arlen in Ultima notte a Warlock
- Val Avery in I magnifici sette
- Alan Badel in Arabesque
- Stanley Baker in I cannoni di Navarone
- Carl Ballantine in Il più grande amatore del mondo
- Stephen Bekassy in La maschera di porpora
- Milton Berle in Facciamo l'amore
- Abner Biberman in Viva Zapata!
- Joey Bishop in Colpo grosso
- David Bond in Brama di vivere
- Ward Bond in Furore
- Tom Bosley in La vita privata di Henry Orient
- Lloyd Bridges in Wichita
- Tony Britton in Domenica, maledetta domenica
- Norman Brooks in La felicità non si compra
- David Bruce in Il sergente York
- Victor Buono in Piano... piano, dolce Carlotta
- Samson Burke in Totò contro Maciste
- Bruce Cabot in Totò lascia o raddoppia?
- José Calvo in Tre notti violente
- William Campbell in Il nudo e il morto
- Richard Carlson in Kid Rodelo
- Lane Chandler in Fra Diavolo
- Eduardo Ciannelli in Colpo rovente
- Sean Connery in Il terrore corre sul fiume
- Hans Conried in Le avventure di Davy Crockett
- Richard Conte in Tony Arzenta - Big Guns
- Russ Conway in Bill sei grande!
- Donald Cook in Viva Villa!
- Joseph Cotten in Quarto potere (ridoppiaggio)
- Rupert Crosse in Ombre
- Robert Culp in PT 109 - Posto di combattimento!
- Donald Curtis in Secondo amore
- Peter Cushing in Il grande capitano
- John Dall in Spartacus
- Henry Daniell in Il grande dittatore (ridoppiaggio)
- Claude Dauphin in Lady L
- Nigel Davenport in Amori proibiti
- Luis Dávila in Paranoia
- Ted de Corsia in Il jolly è impazzito
- Frank De Kova in I cacciatori del lago d'argento
- Crahan Denton in Il cowboy con il velo da sposa
- Brad Dexter in I re del sole
- John Dierkes in L'albero degli impiccati
- Richard Eastham in F.B.I. - Operazione gatto
- Ross Elliott in Operazione Normandia
- José Ferrer in Lawrence d'Arabia
- Sammy Finn in Lettera a tre mogli
- Steve Forrest in Femmina contesa
- Lowell Gilmore in Gli avventurieri di Plymouth
- Roy Glenn in Indovina chi viene a cena?
- Leo Gordon in La città dei mostri
- Michael Gover in Arancia meccanica
- Cary Grant in Intrigo internazionale
- Cy Grant in La sposa del mare
- Andy Griffith in Lo sceriffo in gonnella
- Hugh Griffith in Le avventure e gli amori di Moll Flanders
- Don Haggerty in Giungla d'asfalto
- Murray Hamilton in Anatomia di un omicidio
- Richard Haydn in Non mangiate le margherite
- Helton Hayes in Robin Hood e i compagni della foresta
- Louis Hayward in Vivere da vigliacchi, morire da eroi
- Tom Helmore in Il fidanzato di tutte
- Ed Hinton in Salva la tua vita!
- Bern Hoffman in Il villaggio più pazzo del mondo
- Trevor Howard in Il gran lupo chiama
- Rock Hudson in Winchester '73
- Henri-Jacques Huet in Fino all'ultimo respiro
- Wilfrid Hyde-White in I figli del capitano Grant
- Rufino Inglés in Quién sabe?
- Victor Jory in Il diabolico avventuriero
- Boris Karloff in I maghi del terrore
- Barry Keegan in Il re dei re
- Howard Keel in Non sparare, baciami!
- Brian Keith in Arrivano i russi, arrivano i russi
- Jeremy Kemp in Sherlock Holmes: soluzione settepercento
- Jean-Pierre Kérien in Trapezio
- Alf Kjellin in Base artica Zebra
- Charles Kullman in Scheherazade
- Fernando Lamas in Rose Marie
- Mike Lane in Il colosso d'argilla
- James Lanphier in La Pantera Rosa
- Philip Latham in Dracula, principe delle tenebre
- Bernard Lee in Agente 007 - Si vive solo due volte
- Jock Mahoney in Tarzan in India
- André Maranne in Scuola di spie
- Joe McTurk in Bulli e pupe
- George Meeker in Alba fatale
- Don Megowan in I senza Dio
- Víctor Manuel Mendoza in Cowboy
- Paul Meurisse in Così bello così corrotto così conteso
- Hugh Millais in I mastini della guerra
- James Millican in A ciascuno il suo destino
- Alexis Minotis in Il ragazzo sul delfino
- Carl Möhner in Affondate la Bismarck!
- Ricardo Montalbán in Due occhi di ghiaccio
- Yves Montand in Parigi brucia?
- Michael Moore in Ore disperate
- Ken Murray in Professore a tuttogas
- Ralph Nelson in I gigli del campo
- Philippe Noiret in Zazie nel metrò
- Warren Oates in 1941 - Allarme a Hollywood
- George O'Brien in Il grande sentiero
- Willard Parker in Baciami Kate!
- John Payne in I conquistatori della Sirte
- Brock Peters in Sierra Charriba
- Michel Piccoli in French Cancan
- Richard Quine in Parole e musica
- Edwin Rand in Tarantola
- George Reeves in Carovana verso il West
- Carl Reiner in Gazebo
- Michael Rennie in Le piogge di Ranchipur
- Jean Renoir in Il testamento del mostro
- Serge Rezvani in Jules e Jim
- Jason Robards in Il viaggio
- Roy Roberts in Sfida infernale
- Gustavo Rojo in Cominciò con un bacio
- Gilbert Roland in Il grande circo
- George C. Scott in Una Rolls-Royce gialla
- Ken Scott in Spionaggio a Tokyo
- Lowell Sherman in A che prezzo Hollywood? (ridoppiaggio)
- Henry Silva in Sfida nella città morta
- Jay Silverheels in L'amante indiana
- Phil Silvers in Questo pazzo, pazzo, pazzo, pazzo mondo
- John Smith in La legge del Signore
- Ewen Solon in La furia dei Baskerville
- William Tannen in Il tesoro di Capitan Kidd
- Robert Taylor in El Cjorro
- Torin Thatcher in I topi del deserto
- Kelly Thordsen in Un bikini per Didi
- Gérard Tichy in Il dottor Živago
- Peter van Eyck in Il ponte di Remagen
- Lino Ventura in Carmen di Trastevere
- José Villasante in Marinai, donne e guai
- Tito Vuolo in La gang
- Eli Wallach in L'ultima chance
- Thorley Walters in Assassinio sul treno
- Sam Wanamaker in La spia che venne dal freddo
- Bobby Watson in Il tempo si è fermato
- Johnny Weissmuller in Tarzan l'uomo scimmia
- John Welsh in L'uomo che uccise se stesso
- Guy Williams in L'avventuriero della Luisiana
- Grant Withers in Il mio bacio ti perderà
- Donald Wolfit in Becket e il suo re
- Norman Wooland in Ivanhoe
- Peter Wyngarde in Alessandro il Grande
- Steffen Zacharias in La polizia chiede aiuto
- Antonio Acqua in Lo smemorato di Collegno
- Enzo Andronico in I due parà
- Ennio Antonelli in Block-notes di un regista
- Giovanni Barrella in Incantesimo tragico (Oliva)
- Andrea Bosic in Ulisse
- Mino Doro in Guardia, guardia scelta, brigadiere e maresciallo
- Vittorio Duse in Achtung! Banditi!
- Fanfulla in Totò, Peppino e le fanatiche
- Carlo Hintermann in Olympia
- Nico Pepe in Cento anni d'amore
- Nando Poggi in Supercolpo da 7 miliardi
- Salvo Randone in Fellini Satyricon
- Ugo Tognazzi in La paura fa 90 (nel ruolo del Duca)
- Totò in Totò diabolicus (nel ruolo del Monsignore)
- Toni Ucci in I terribili 7
- Nino Vingelli in Gambe d'oro
- Voce di Vigo in Ghostbusters II - Acchiappafantasmi II
- Voce narrante in Gli amori di Cleopatra, Cleopatra, Quinto potere, Prendi i soldi e scappa, Sinuhe l'egiziano, Uno scozzese alla corte del Gran Kan, Boon il saccheggiatore, I due parà, I tartassati, Viva l'Italia, I leoni di Pietroburgo, Willy Signori e vengo da lontano

### Film d'animazione
- Gulliver in I viaggi di Gulliver
- Tom Jefferson in Il mio amico Beniamino
- Araldo 2 in Cenerentola (ed. 1950)
- Poliziotto in Lilli e il vagabondo (ed. 1955)
- Amo in Le 13 fatiche di Ercolino
- Gaspare in La carica dei cento e uno
- Giulio Cesare in Asterix e Cleopatra
- Edgar in Gli Aristogatti

### Film tv
- Chuck Connors in Radici
- Don Starr in Visitors

### Telefilm
- James Whitmore in Tony e il professore
- Mel Oxley in UFO
- Ralph James in Mork & Mindy
- Il direttore globale in Giandomenico Fracchia - Sogni proibiti di uno di noi

### Soap opera e telenovelas
- Zio Eduardo in Quincas berro d'agua

### Serie animate
- Gaizok in L'invincibile Zambot 3 (primo doppiaggio)

### Pubblicità
- Voce dei trailer dei film UFO - Distruggete Base Luna e UFO - Allarme rosso... attacco alla Terra!

### Radio
È stato uno degli speaker più popolari di Radio Rai dagli anni cinquanta agli anni settanta, nella quale condusse svariati programmi e interviste, tra i quali:
- Il Bilione, programma radiofonico abbinato alla Lotteria Italia (1948)
- Prima del Bagaglino, con la Compagnia di Rivista di Roma e Corrado (1953)
- Il teatrino delle 14 (1960)
- La radio ieri e oggi (1975)
- Facciamo la radio (1975)